# Nikola Milojević (Tennisspieler)
Nikola Milojević (serbisch-kyrillisch Никола Милојевић; * 19. Juni 1995 in Belgrad) ist ein serbischer Tennisspieler.

## Karriere
Nikola Milojević begann im Alter von sieben Jahren Tennis zu spielen. Heute spielt er hauptsächlich auf der ITF Future Tour, auf der er bislang zwei Einzelsiege feiern konnte.
Am 7. Januar 2013 führte er erstmals die Juniorenweltrangliste an. Im selben Jahr erreichte er das Halbfinale der French Open bei den Junioren, das er gegen Alexander Zverev in zwei Sätzen verlor. Für das Turnier in Düsseldorf 2014, einem Wettbewerb der ATP World Tour 250, erhielt er von der Turnierleitung eine Wildcard. Nach einem Erstrundensieg gegen Mirza Bašić schied er in der zweiten Runde aus. Sein erster Triumph auf der Challengertour gelang ihm im Juni 2018 in Fargʻona. Nachdem er sich im Vorjahr noch im Finale geschlagen geben musste, konnte er im zweiten Anlauf den Spanier Enrique López Pérez in zwei Sätzen besiegen.
2018 debütierte er für die serbische Davis-Cup-Mannschaft.

## Erfolge
| Legende (Anzahl der Siege)  |
| Grand Slam                  |
| ATP World Tour Finals       |
| ATP World Tour Masters 1000 |
| ATP World Tour 500          |
| ATP World Tour 250          |
| ATP Challenger Tour (3)     |

### Einzel

#### Turniersiege
| Nr. | Datum          | Turnier  | Belag     | Finalgegner            | Ergebnis       |
| --- | -------------- | -------- | --------- | ---------------------- | -------------- |
| 1.  | 24. Juni 2018  | Fargʻona | Hartplatz | Enrique López Pérez    | 6:3, 6:4       |
| 2.  | 4. August 2019 | Liberec  | Sand      | Rogério Dutra da Silva | 6:3, 3:6, 6:4  |
| 3.  | 28. März 2021  | Zadar    | Sand      | Dimitar Kusmanow       | 2:6, 6:2, 7:65 |

## Abschneiden bei Grand-Slam-Turnieren

### Einzel
| Turnier         | 2016 | 2017 | 2018 | 2019 | 2020 | 2021 | 2022 | 2023 | Karriere |
| --------------- | ---- | ---- | ---- | ---- | ---- | ---- | ---- | ---- | -------- |
| Australian Open | —    | Q1   | Q1   | Q1   | Q3   | Q2   | 1    | Q1   | 1        |
| French Open     | Q1   | —    | Q1   | Q2   | 2    | Q2   | Q1   |      | 2        |
| Wimbledon       | —    | Q2   | Q1   | Q1   |      | Q3   | Q1   |      | —        |
| US Open         | Q1   | Q1   | Q3   | Q2   | —    | Q1   | Q1   |      | —        |

Zeichenerklärung: S = Turniersieg; F, HF, VF, AF = Einzug ins Finale / Halbfinale / Viertelfinale / Achtelfinale; 1, 2, 3 = Ausscheiden in der 1. / 2. / 3. Hauptrunde; Q1, Q2, Q3 = Ausscheiden in der 1. / 2. / 3. Qualifikationsrunde; nicht ausgetragen